# Lis Beyer
Elisabeth "Lis" Beyer (1906-1973) foi uma artista alemã.

## Biografia
Beyer nasceu em 1906 em Hamburgo e foi estudante na Bauhaus, onde foi ensinada por Johannes Itten, Paul Klee e Wassily Kandinsky. Mais tarde trabalhou na oficina de tecelagem da Bauhaus com Georg Muche e Gunta Stölzl. Ela passou nos exames de Journeyman e Weaver e passou a leccionar tecelagem na Maxschule em Würzburg.
Beyer foi casada com o artista Hans Volger (1904-1973) de 1932 até à sua morte. Eles tiveram dois filhos. Beyer faleceu em 1973 em Süchteln.